# Реляційний сеймик
Реляційний сеймик (пол. Sejmik relacyjny), інколи також називався післясеймовим — один з видів партикулярних (місцевих) зібрань шляхти, який збирався після завершення вального сейму для обговорення його рішень, а також звіту послів на цей сейм від воєводства. Деякі положення вального сейму вимагали затвердження на партикулярних сеймиках. Якщо сеймик був проти, то король звертався з проханням аби вони переглянули своє рішення.
Засідаюча шляхта скликалась воєводами, міськими старостами чи їх заступниками за посередництвом возних протягом восьми тижнів після закінчення вального сейму. Інколи реляційний сеймик скликався послами, що повернулися із сейму. 
Загалом ці з'їзди повинні були виконувати такі функції: 
- вислуховувати звіт — реляцію (звідси й походить назва сеймиків «реляційні») послів про роботу вального сейму та їх діяльність
- приймати ухвалу стосовно виконання сеймових постанов
- обирати безпосередніх виконавців постанов (ротмістра, комісарів та інших).

На думку Станіслава Плази, лише на реляційних сеймиках відбувалися слухання звітів послів, що повернулися з сейму. Їх метою було розв'язання питань, які залишились не вирішеними після закінчення роботи або ж внаслідок зірвання сейму і були актуальними для шляхти землі чи воєводства.
Ці сеймики мали ухвалодавчо-виборчий характер і скликалися як додатковий захід, що доповнювався сеймовою конституцією та податковою декларацією.